# Antonin Mercié
Marius Jean Antonin Mercié né à Toulouse le 29 octobre 1845 et mort à Paris le 13 décembre 1916 est un sculpteur, médailleur et peintre français.

## Biographie

### Formation
Antonin Mercié entre à l'École des beaux-arts de Paris où il a pour professeurs Alexandre Falguière et François Jouffroy. Il remporte le prix de Rome en sculpture de 1868.
Avec Jean-Marie Mengue, Laurent Marqueste, Victor Segoffin et Auguste Seysses entre autres, il fait partie du « groupe des Toulousains ».

### Carrière artistique

#### Sculpture

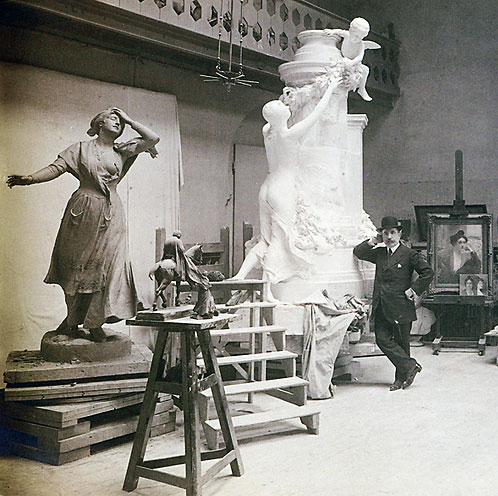
Antonin Mercié dans son atelier du 115, boulevard Saint Michel à Paris en 1913.

Ses premiers grands succès sont David et Gloria Victis, présentés à Paris au Salon de 1872, où ils reçoivent la médaille d'honneur. Le groupe en bronze de Gloria Victis, d'une hauteur de 2,20 m, est installé en 1884 dans la cour d'honneur de l'hôtel de ville de Paris et y restera jusqu'en 1930 ; il est actuellement conservé au Petit Palais. La statue en bronze de David est une de ses œuvres les plus connues. Le héros de la Bible est montré avec la tête de Goliath à ses pieds, comme le David de Donatello, il rengaine son épée. Ce bronze sera ensuite exposé dans le square Montholon à Paris. La Maison Barbedienne en a produit une édition en bronze à cent exemplaires. De nombreuses copies existent, dont certaines avec cache-sexe. Le grand bronze original est conservé à Paris au musée d'Orsay.
Son bas-relief Le Génie des arts (1877) a remplacé un Napoléon III d'Antoine-Louis Barye sur les guichets du Carrousel (face au pont du Carrousel) du palais du Louvre. Il existe une version similaire ornant la tombe de Jules Michelet (1879) à Paris au cimetière du Père-Lachaise. La même année, Mercié sculpte le Monument à Arago érigé à Perpignan.
Au Salon de 1882, il renouvelle le succès patriotique de 1874 pour son bronze de Gloria Victis avec le groupe Quand même !, dont deux exemplaires sont érigés à Belfort (bronze) et à Paris dans le jardin des Tuileries (marbre), ultérieurement au fort du Mont-Valérien (collection du musée d'Orsay). Ces œuvres commémorent la résistance de Belfort lors de la guerre franco-prussienne de 1870 et la perte de l'Alsace. Le Souvenir (1885), est un haut-relief en marbre qui orne la tombe de l'épouse de Charles Ferry. À cette époque, il a pour praticiens François Pompon. Regret, pour la tombe d'Alexandre Cabanel, date de 1892, comme son Guillaume Tell aujourd'hui à Lausanne.
Mercié conçoit également le Monument à Meissonier (1895), érigé dans le jardin de l'Infante du palais du Louvre, et le Monument à Louis Faidherbe (1896) à Lille, le Monument à Jules Ferry à Saint-Dié-des-Vosges (1896), un Monument à Adolphe Thiers à Saint-Germain-en-Laye, le Monument à Paul Baudry au cimetière du Père-Lachaise, et le Monument à Louis-Philippe et à la reine Amélie pour leur sépulture dans la chapelle royale de Dreux. Son groupe en pierre La Justice est conservé à l'hôtel de ville de Paris. Il conçoit aussi, avec son maître Falguière, le Monument à Goudouli qui orne maintenant le bassin du square de la place Wilson à Toulouse. Il réalise le bronze du Moïse d'après Michel-Ange qui orne la tombe de Daniel Iffla Osiris au cimetière de Montmartre.
De nombreuses autres statues, bustes ou médaillons de sa main permettent à Mercié de remporter une médaille d'honneur à l'Exposition universelle de 1878 et le grand prix à celle de 1889.
Antonin Mercié meurt le 13 décembre 1916 à son domicile au 15, avenue de l'Observatoire dans le 6e arrondissement de Paris. Il est inhumé provisoirement au cimetière du Père-Lachaise avant que son corps ne soit transféré le 23 avril 1919 à Toulouse au cimetière de Terre-Cabade.

Sculptures d'Antonin Mercié
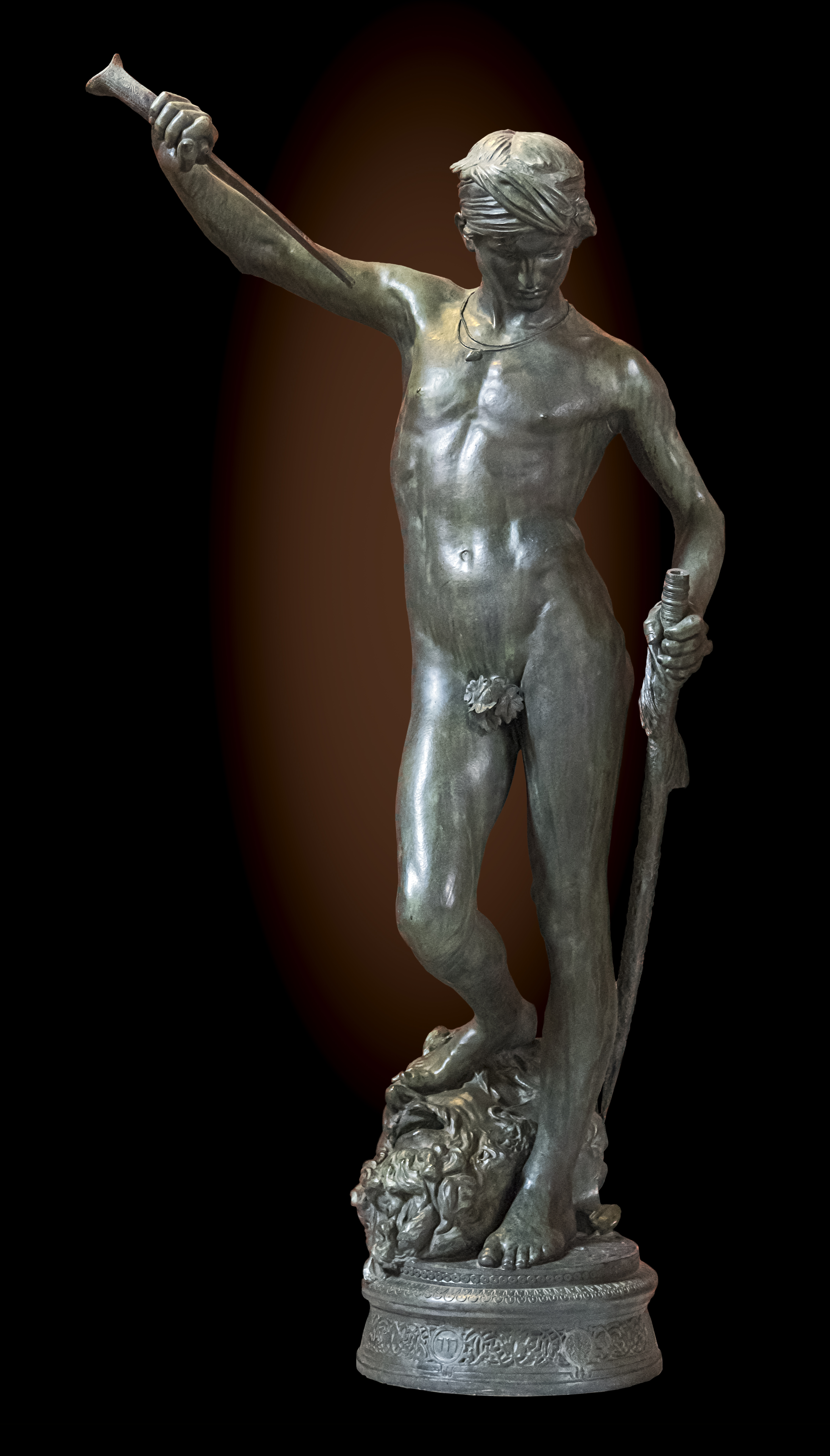
David (1871), bronze, musée des Augustins de Toulouse.
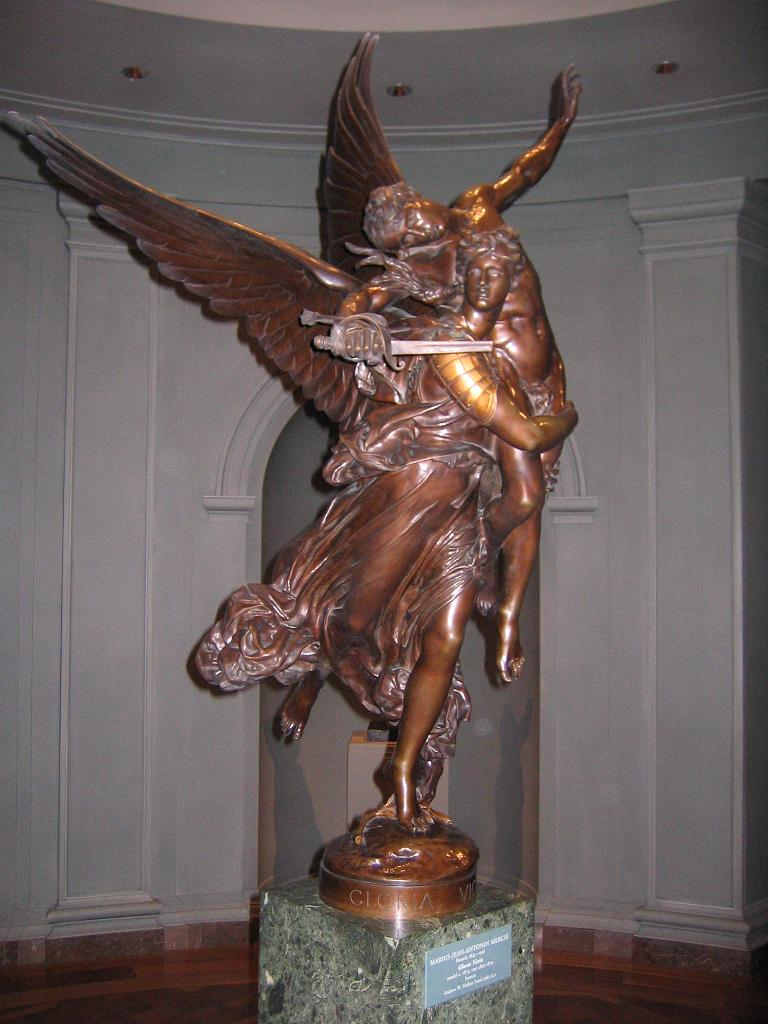
Gloria Victis (1875), Washington, National Gallery of Art.
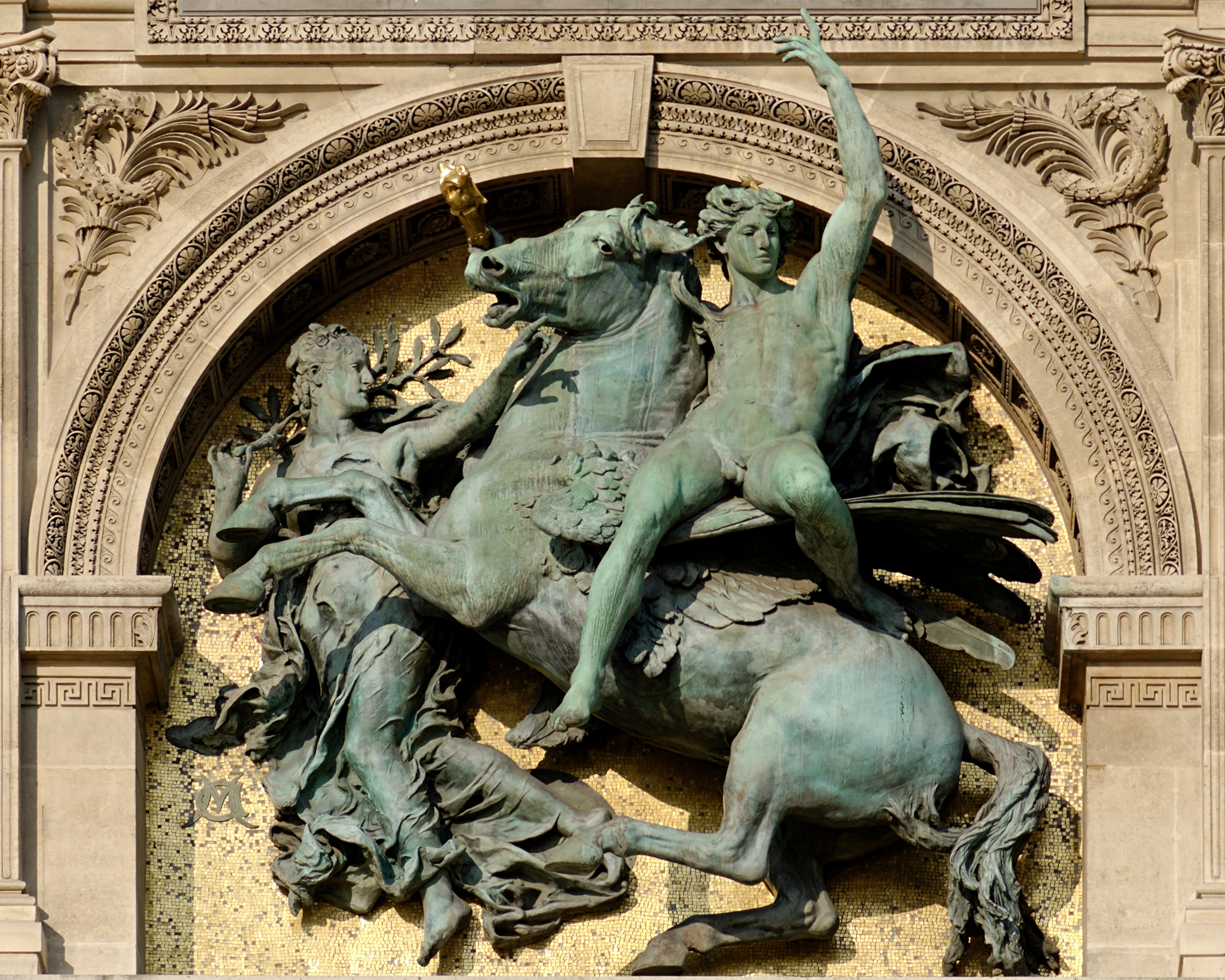
Le Génie des arts (1877), Paris, palais du Louvre.
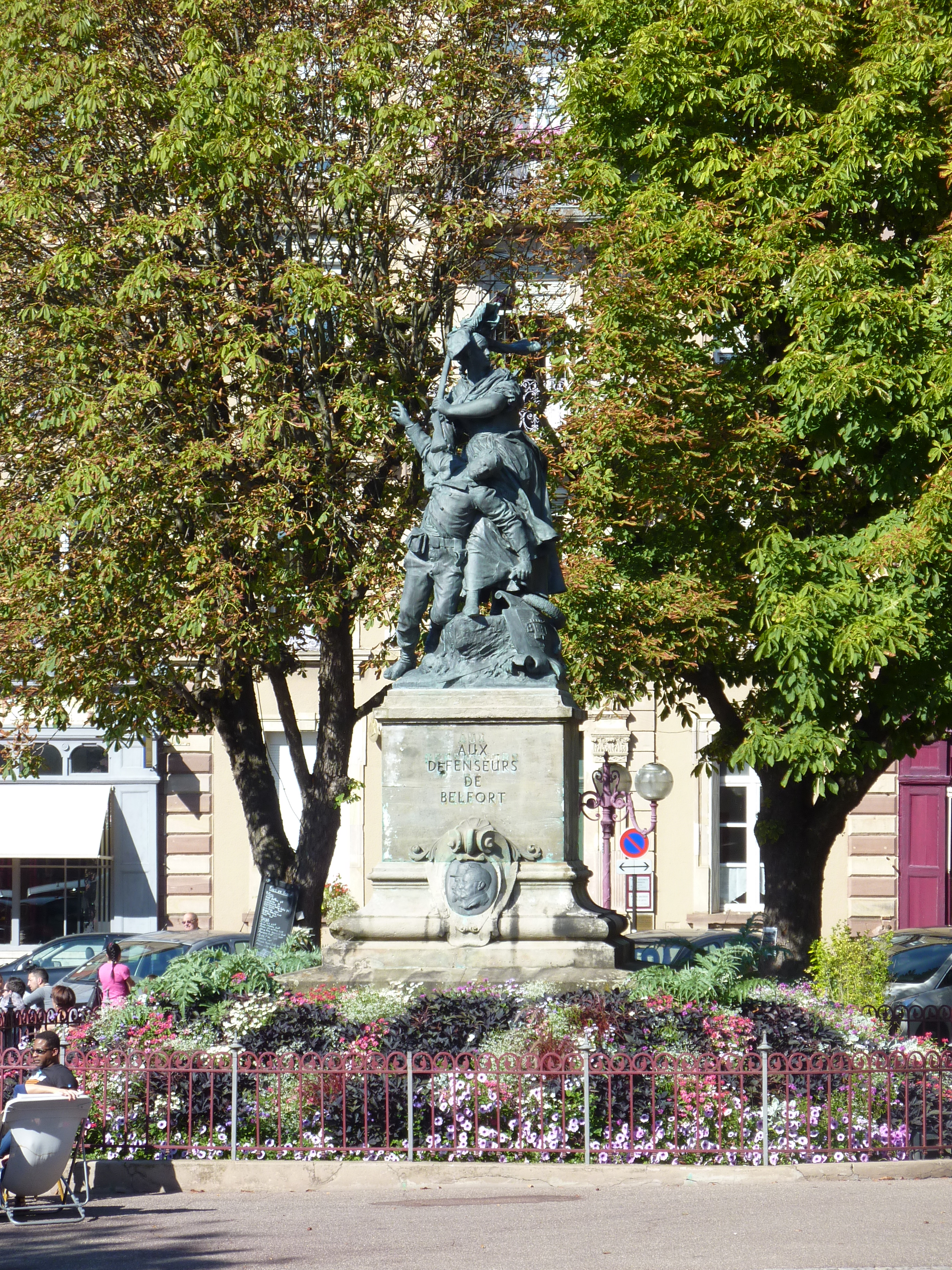
Quand même ! (1884), Belfort, place d'Armes.
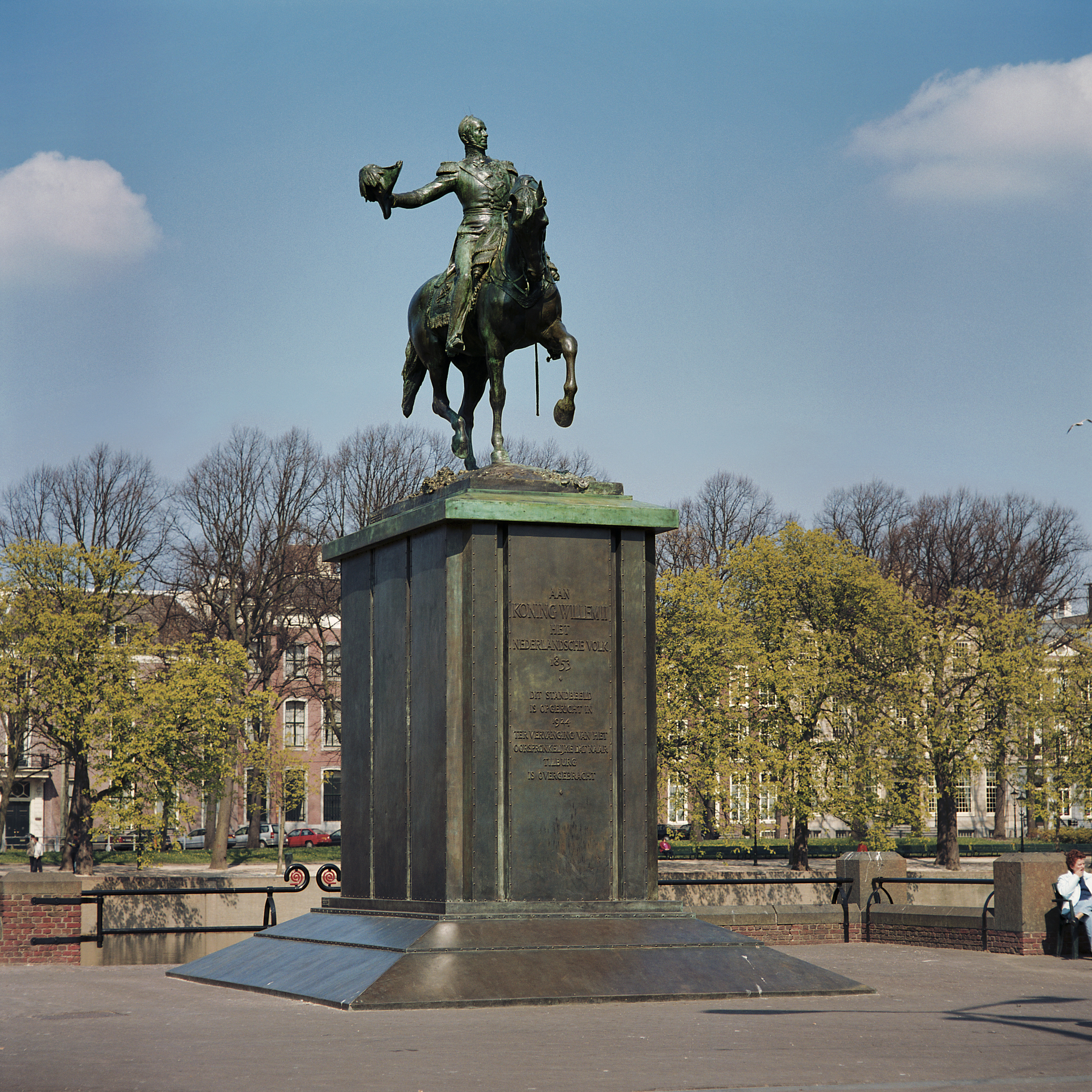
Monument à Guillaume II (1884), La Haye.
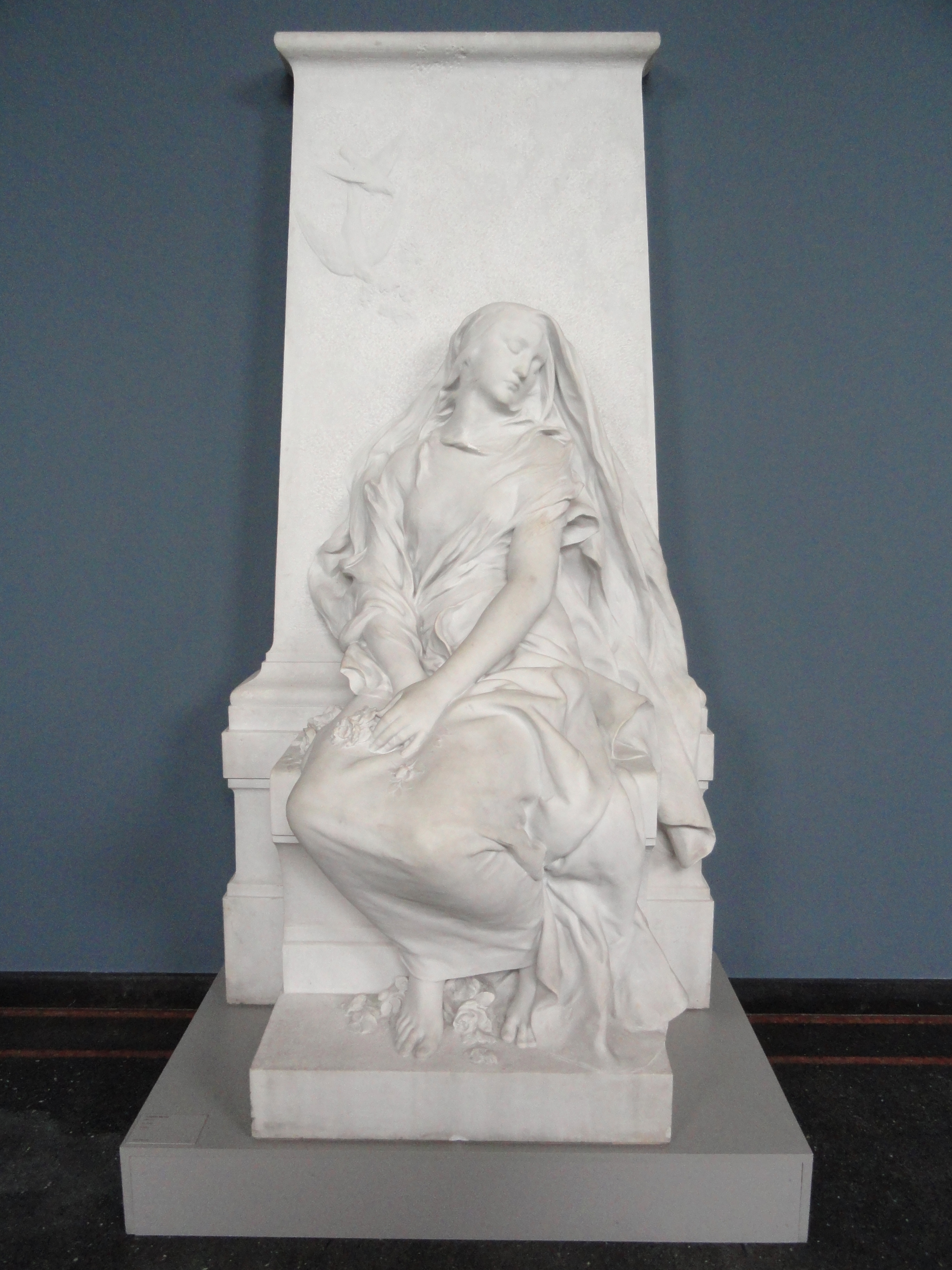
Le Souvenir (1885), Copenhague, Ny Carlsberg Glyptotek.
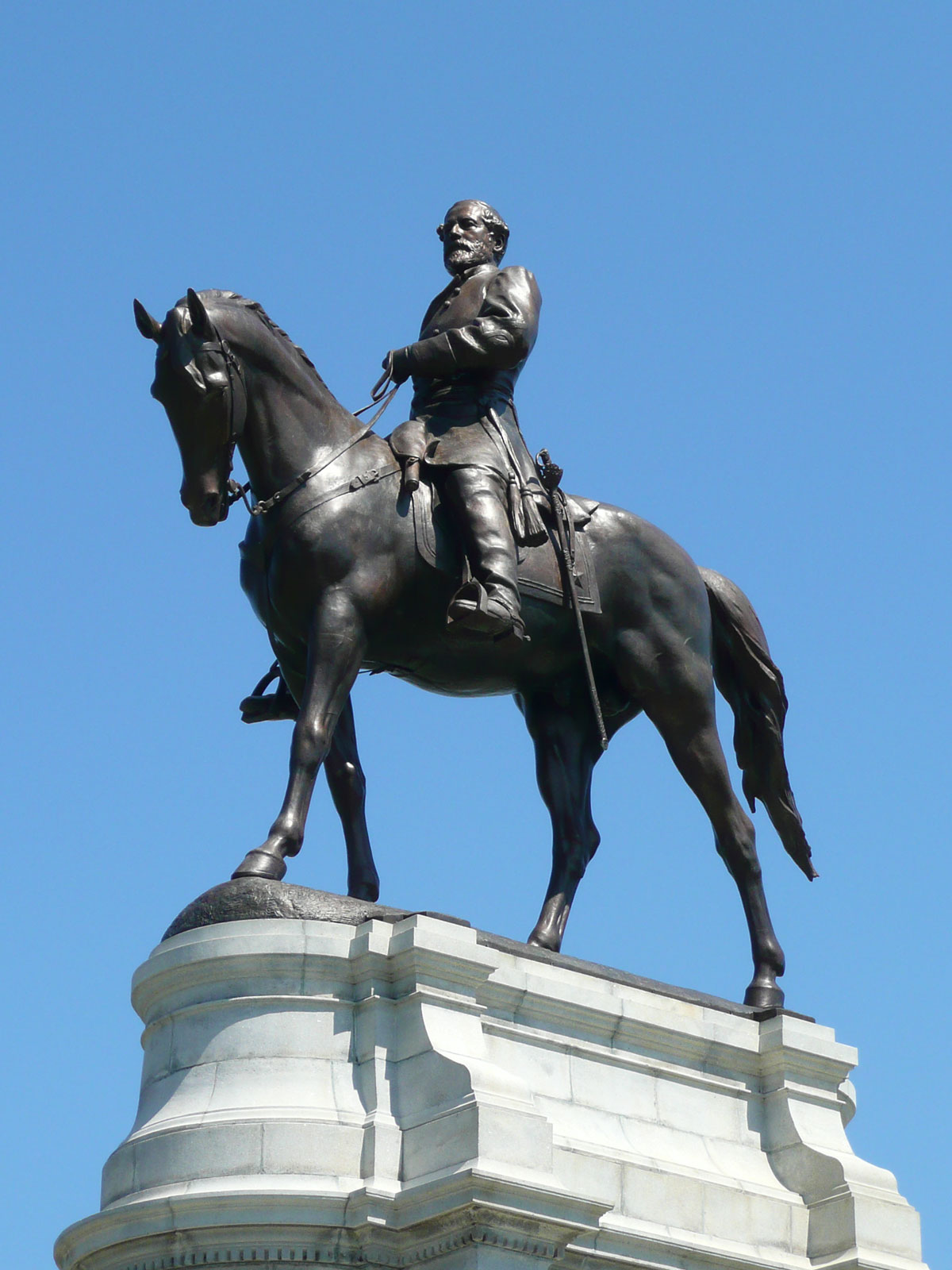
Monument à Robert Lee (1890), Richmond, rond-point de Monument Avenue.
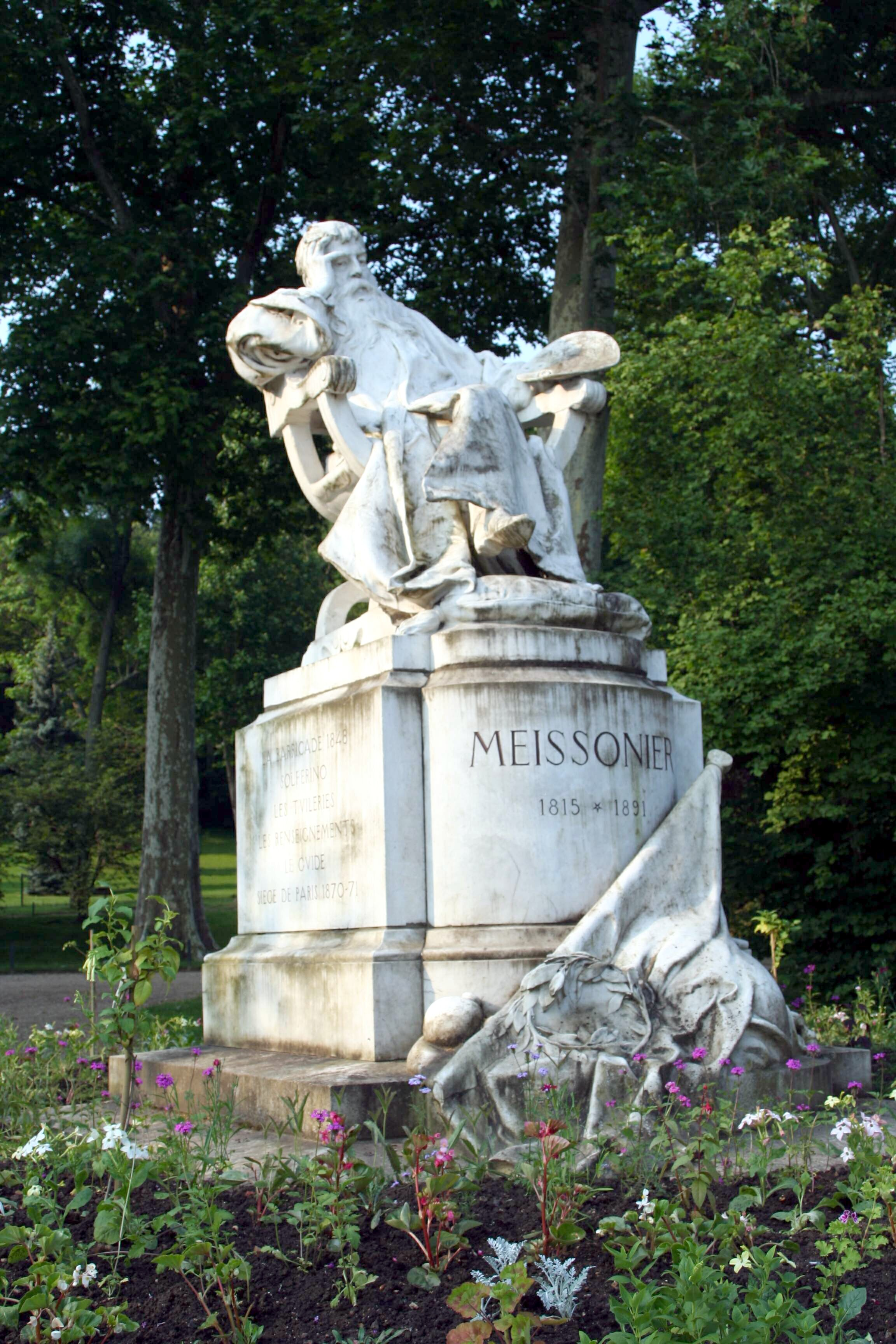
Monument à Meissonier (vers 1891), Poissy, parc Meissonier.
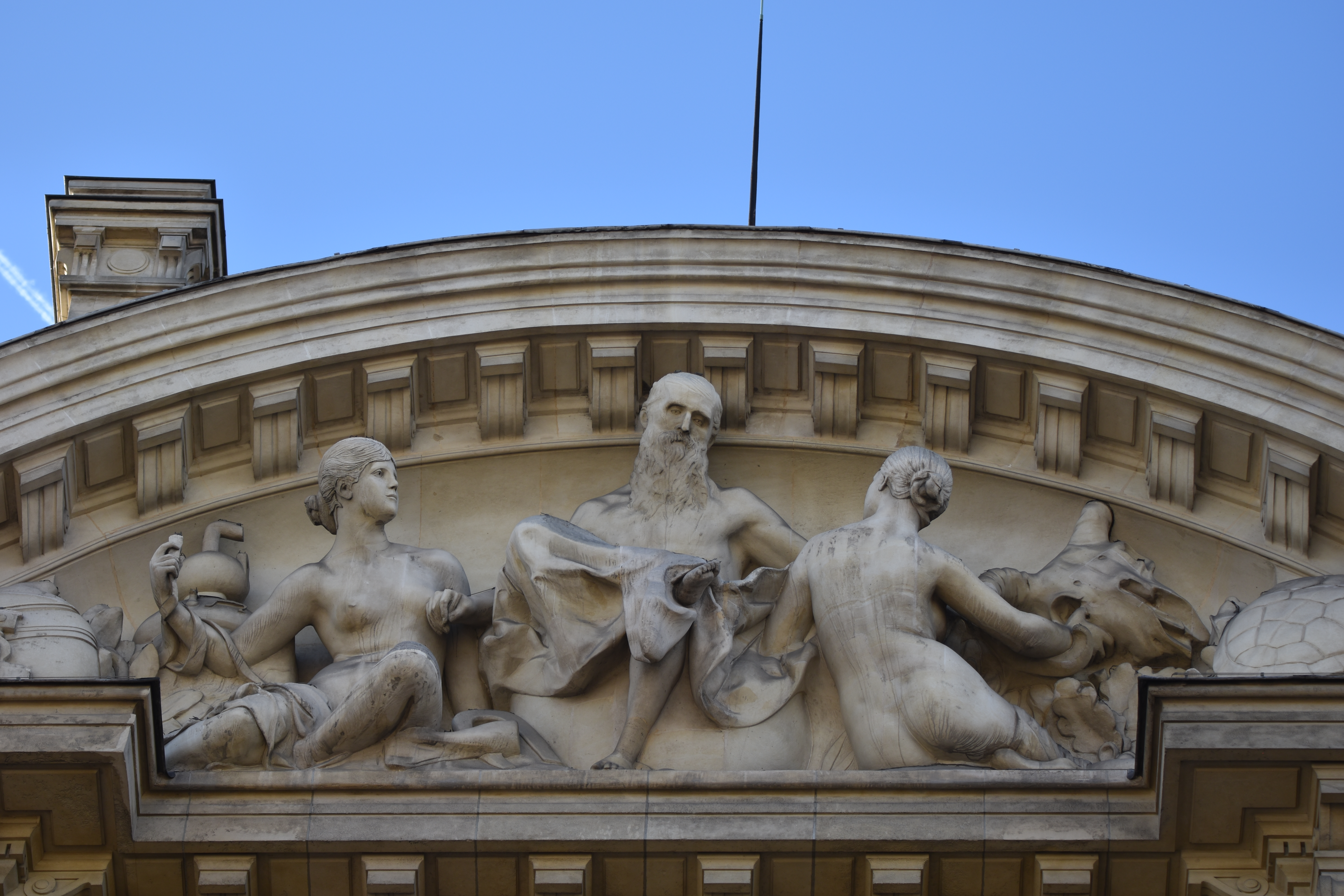
Les Sciences (1895-1901), fronton de la Sorbonne, Paris, rue des Écoles.
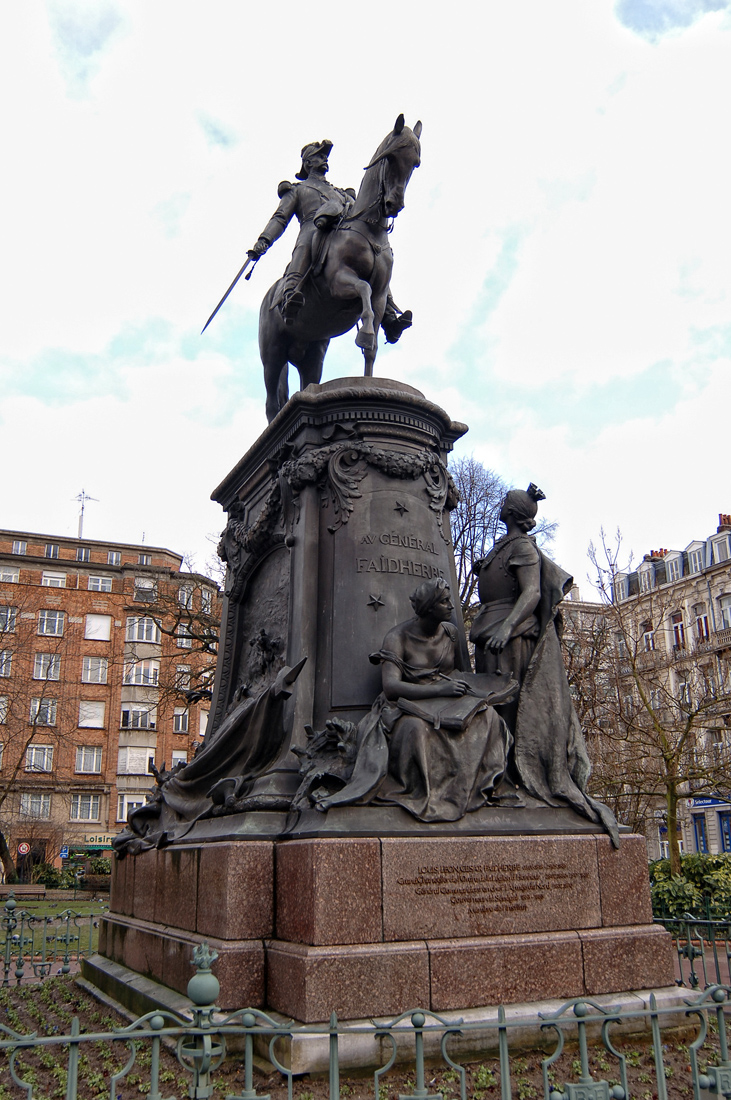
Monument au général Faidherbe (1896), Lille, place Richebé.
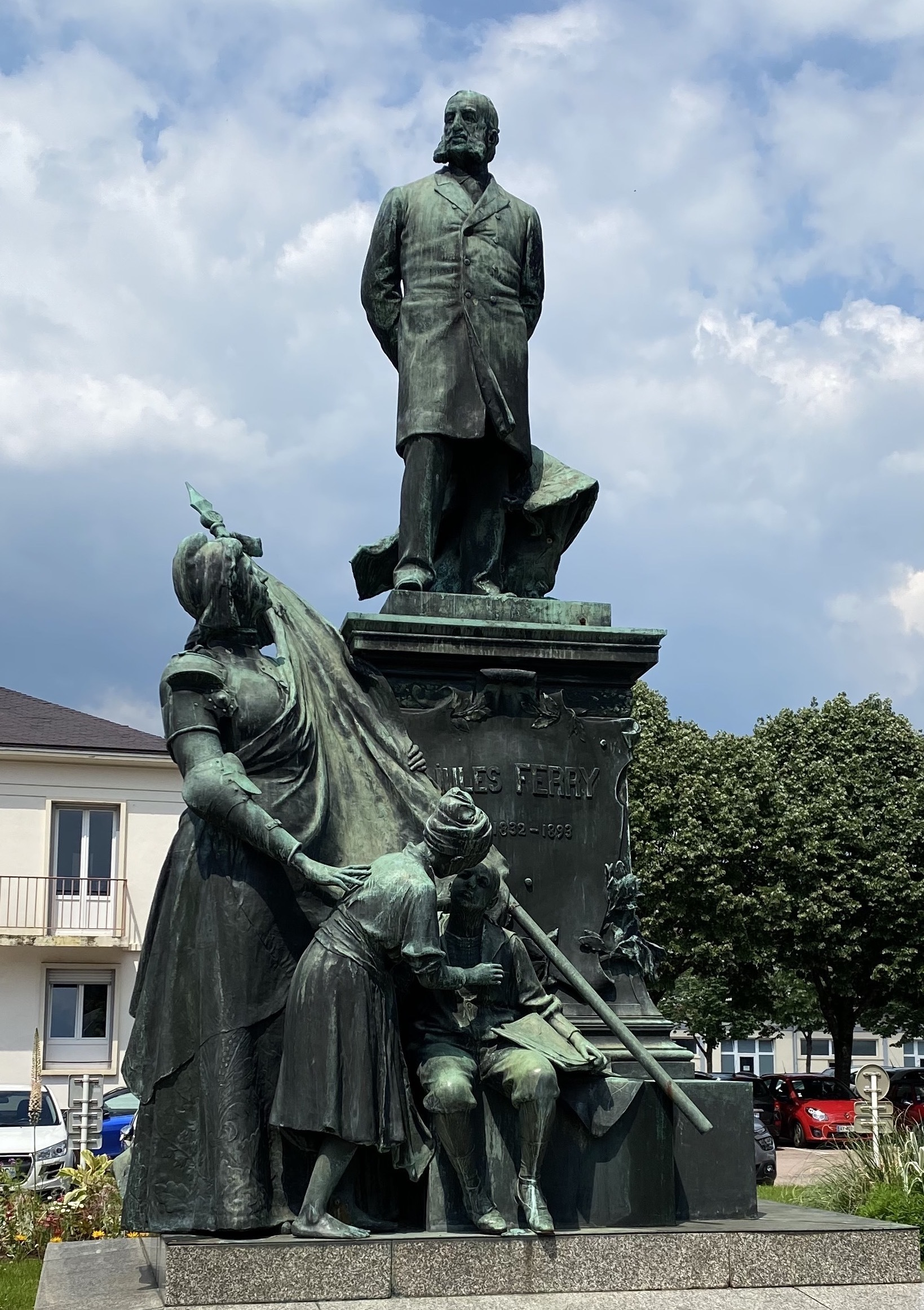
Monument à Jules Ferry (1896), Saint-Dié-des-Vosges.
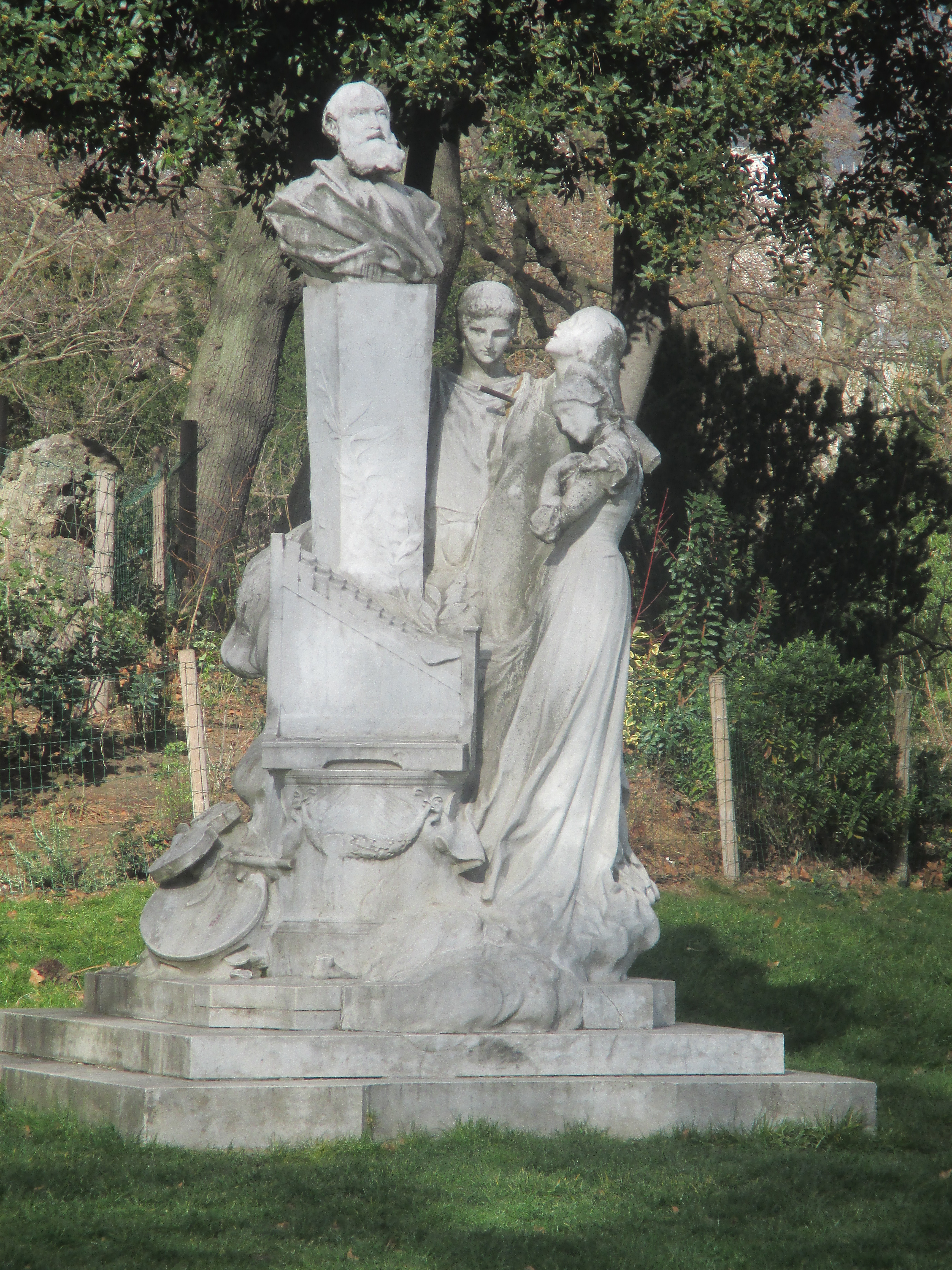
Monument à Charles Gounod (1902), Paris, parc Monceau.

#### Peinture
Parmi les peintures exposées par l'artiste figurent une Vénus avec laquelle Antonin Mercié obtient une médaille au Salon de 1883, Léda (1884), et Michel-Ange étudiant l'anatomie (1885), entre 1902 et 1925, Colère d'amour musée des Augustins de Toulouse, et une œuvre inachevée de grand format dans la salle des illustres du Capitole de Toulouse.

Peintures d'Antonin Mercié
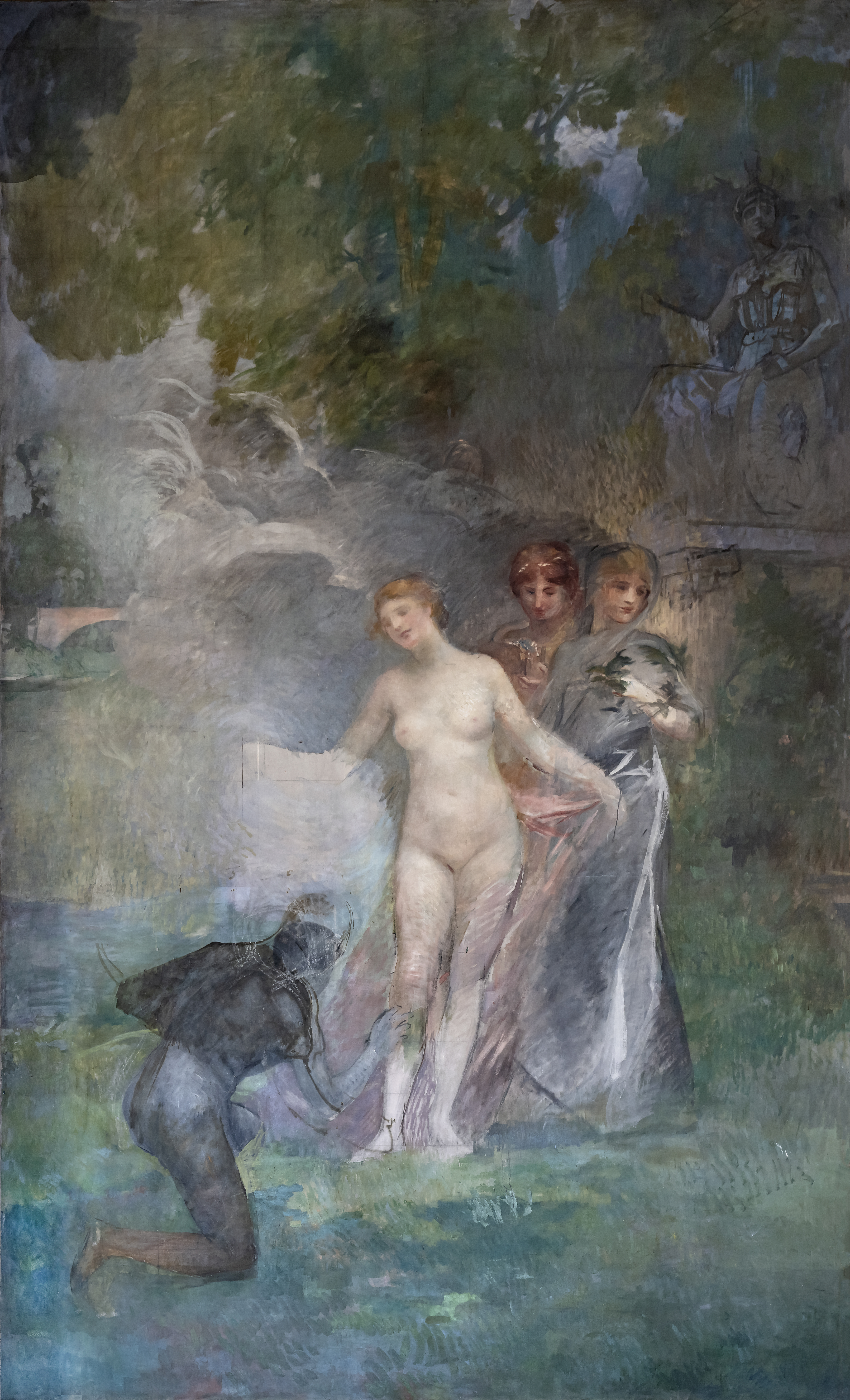
[Titre ?] (1899), œuvre inachevée, Capitole de Toulouse.
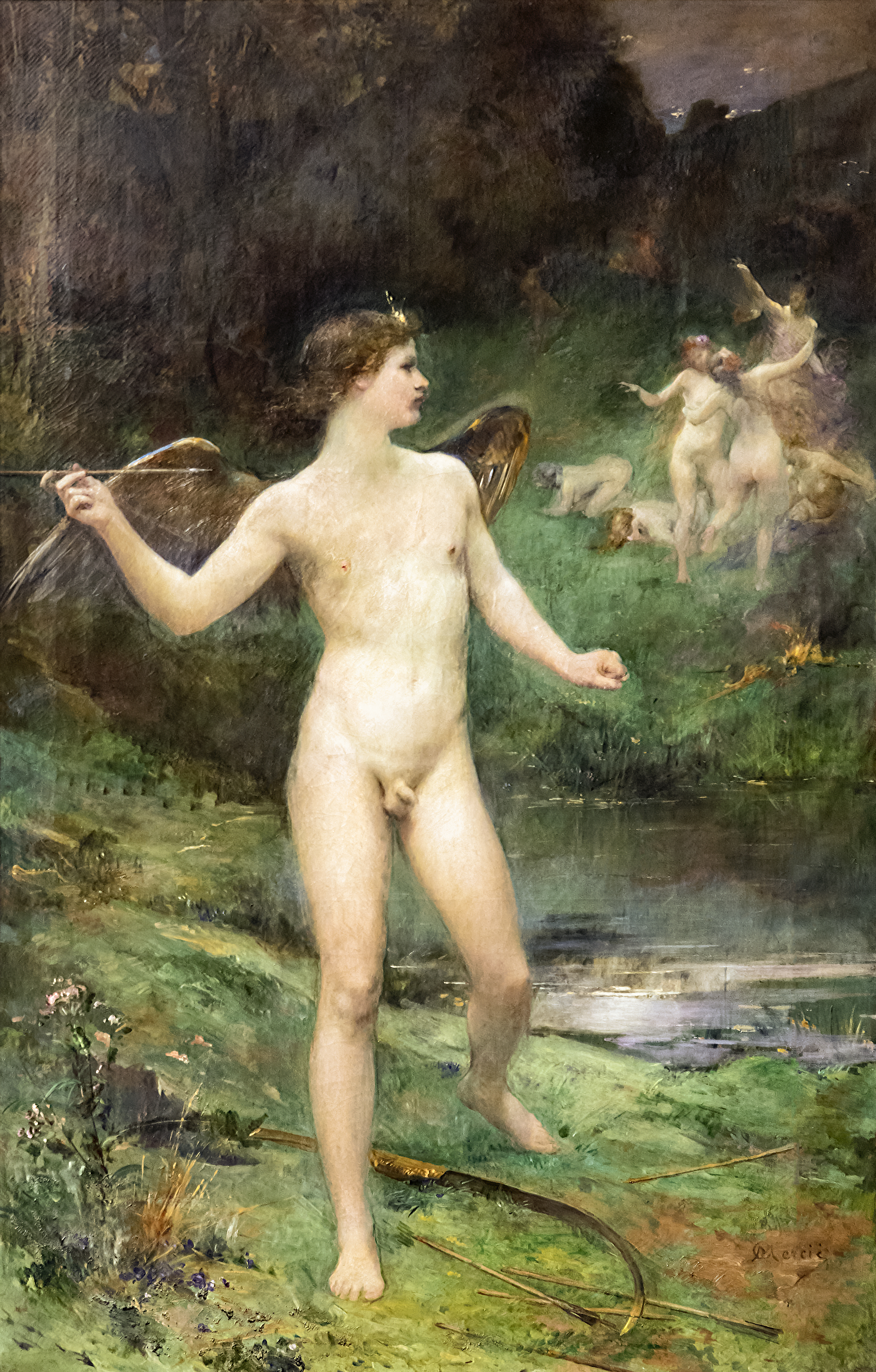
Colère d'amour (1902), musée des Augustins de Toulouse.
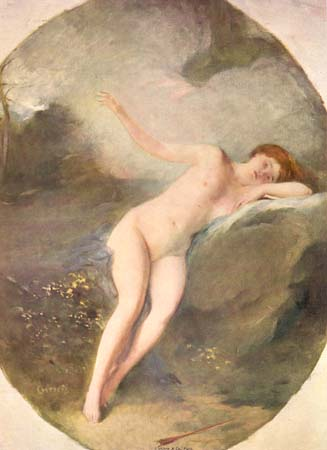
La Douleur de Vénus, localisation inconnue.

## Nominations, récompenses et distinctions
- Professeur de dessin et de sculpture à l'École des beaux-arts de Paris.
- Élu membre de l'Académie des beaux-arts en 1891[10].
- Président de la Société des artistes français en 1913.

- Prix de Rome en sculpture de 1868.
- Médaille d'honneur au Salon de 1872.
- Médaille d'honneur à l'Exposition universelle de 1878.
- Médaille au Salon de 1883.
- Grand prix à l'Exposition universelle de 1889.
- Grand officier de la Légion d'honneur (1900)[11].

## Hommages
Une rue porte son nom dans sa ville natale de Toulouse et dans le 15e arrondissement de Paris, la rue Antonin-Mercié.

## Œuvres dans les collections publiques
États-Unis
- Washington National Gallery of Art : Gloria Victis (Gloire aux Vaincus), 1875, groupe en bronze.

France
- Bédarieux : Monument à Pierre Auguste Cot, 1891.
- Belfort, place d'Armes : Quand même !, 1884[12].
- Besançon : portraits de Hortense Bucher (1878-1962) et de sa sœur Maria Fleury (1880-1906), huiles sur toile
- Châlons-en-Champagne, place de la Libération : Gloria Victis, 1875, groupe en bronze.
- Châteaudun, promenade du Mail : Monument aux Défenseurs de Châteaudun, inauguré le 18 octobre 1897.
- Dijon, musée des Beaux-Arts : Buste de Dalila, 1874, bronze.
- Dreux, chapelle royale : Monument à Louis-Philippe et à la reine Amélie, groupe en marbre.
- Montpellier, cimetière Saint-Lazare, Regret, 1892, pour la tombe d'Alexandre Cabanel ;
- Lille : Monument au général Faidherbe, 1896[13].
- Paris :
  - cimetière de Montmartre : Tombe de Daniel Iffla.
  - cimetière du Père-Lachaise :
    - Tombe de Jules Michelet, 1879, (52e division)[14] ;
    - Monument funéraire de Paul Baudry (4e division)[14] ;
    - Tombe de Constantin Lahovary (90e division) ;
    - Tombe d'Adolphe Thiers (55e division) ;
    - Tombe de Léon Laurent-Pichat (8e division) ;
    - Tombe de Raymond Adolphe Séré de Rivières ;
    - Tombe de Caroline Miolan-Carvalho[14].

  - hôtel de ville : La Justice.
  - jardin des Tuileries :
    - Le Génie des arts, 1877, bas-relief ;
    - Quand même !, 1884.

  - musée d'Orsay :
    - David, 1871, statue en bronze ;
    - Le Souvenir, 1885, haut-relief[15].

  - parc Monceau : Monument à Charles Gounod, 1902.
  - Petit Palais : Gloria Victis, 1875, groupe en bronze, Thiébaut fondeur.
- Parnay, cimetière : Le Souvenir, 1885, haut-relief en marbre pour la tombe de Mme Charles Ferry.
- Perpignan : Monument à Arago, 1879[16].
- Poissy, parc Meissonnier : Monument à Meissonier, vers 1891, statue en marbre[17].
- Saint-Dié-des-Vosges : Monument à Jules Ferry, 1896, bronze[18].
- Saint-Germain-en-Laye : Monument à Adolphe Thiers.
- Saint-Rémy-de-Provence : Monument à Charles Gounod, 1913[19].
- Suresnes, forteresse du Mont-Valérien : Quand même !.
- Toulouse :
  - Capitole, salle des Illustres : [titre ?], 1899, huile sur toile, œuvre inachevée.
  - musée des Augustins :
    - David, 1870, bronze ;
    - L'Été, 1889, marbre ;
    - Colère d'Amour, vers 1901, huile sur toile.

  - place Wilson : Monument à Goudouli, 1898-1908, en collaboration avec Alexandre Falguière.

Suisse
- Lausanne : Guillaume Tell, 1892.

Œuvres funéraires d'Antonin Mercié
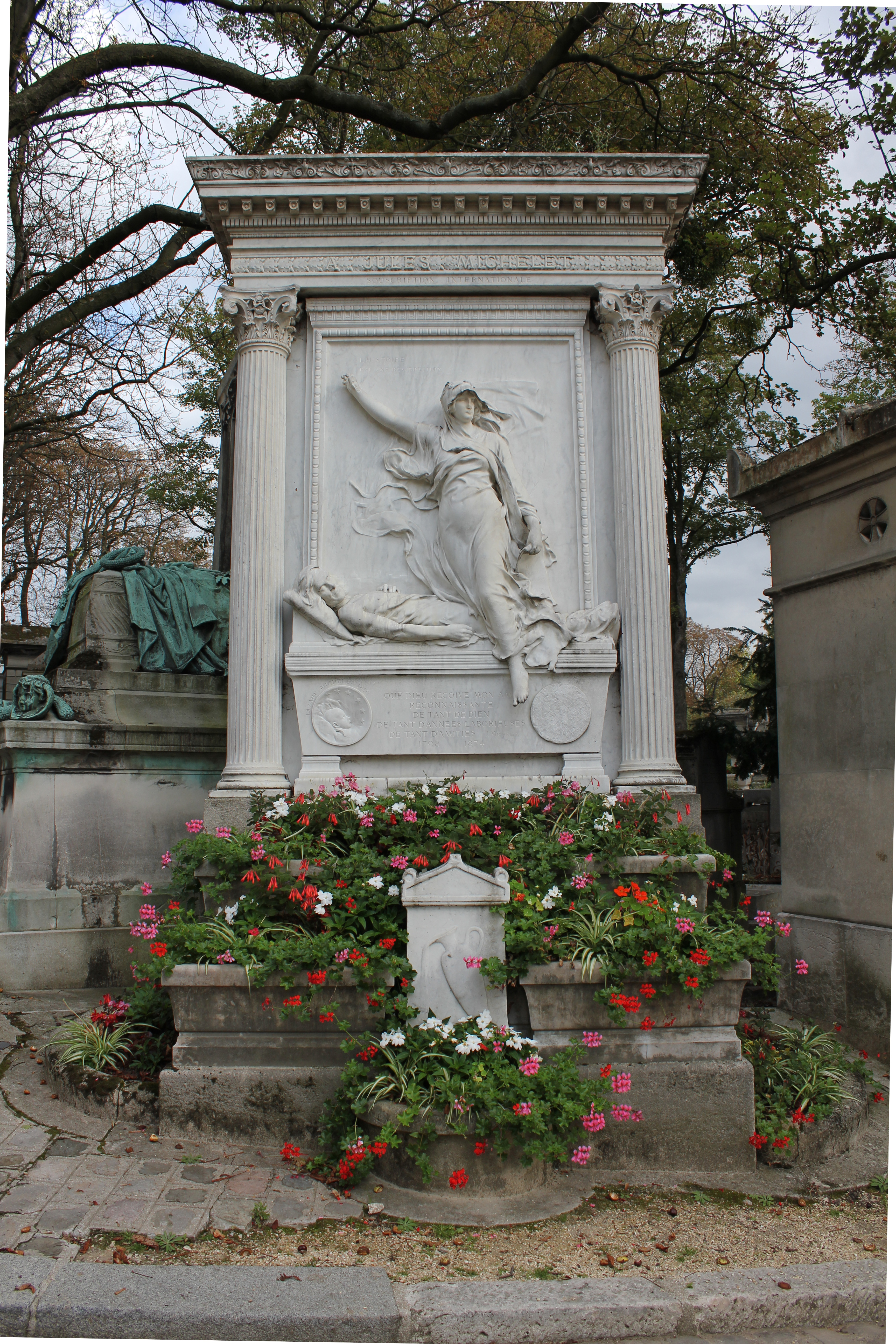
Tombe de Jules Michelet (1879), Paris, cimetière du Père-Lachaise.
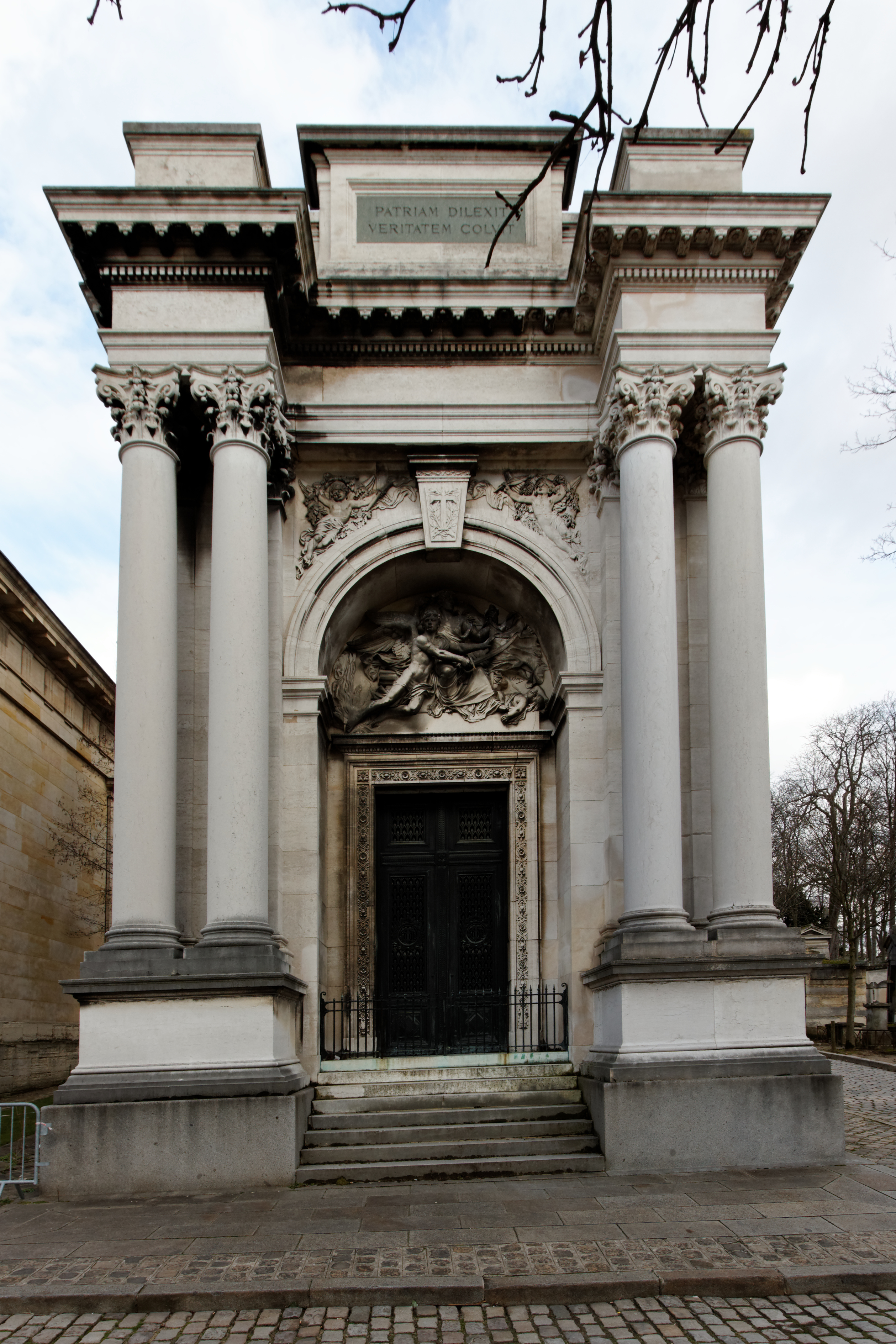
Tombe d'Adolphe Thiers (1887), Paris, cimetière du Père-Lachaise.
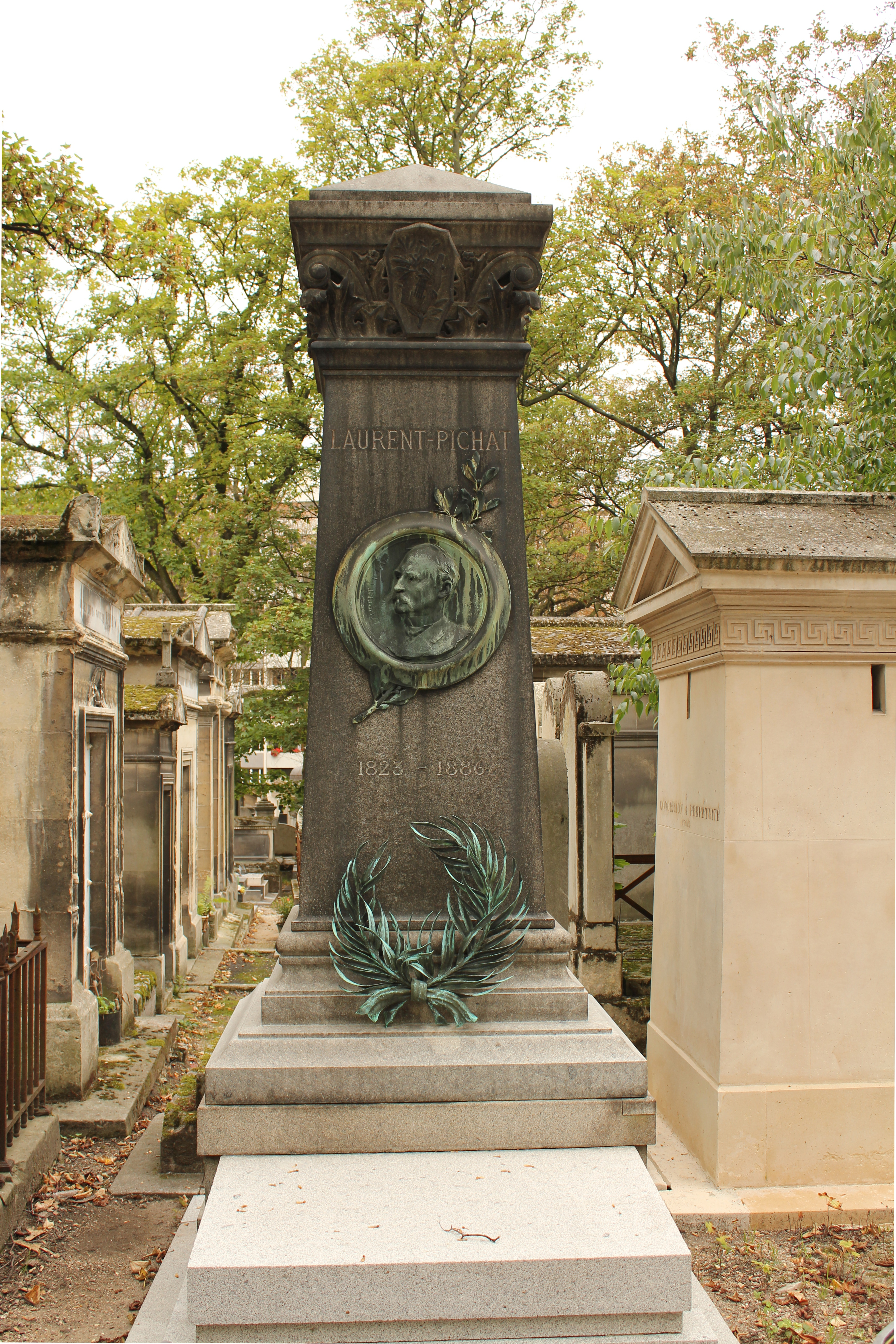
Tombe de Léon Laurent-Pichat (1887), Paris, cimetière du Père-Lachaise.
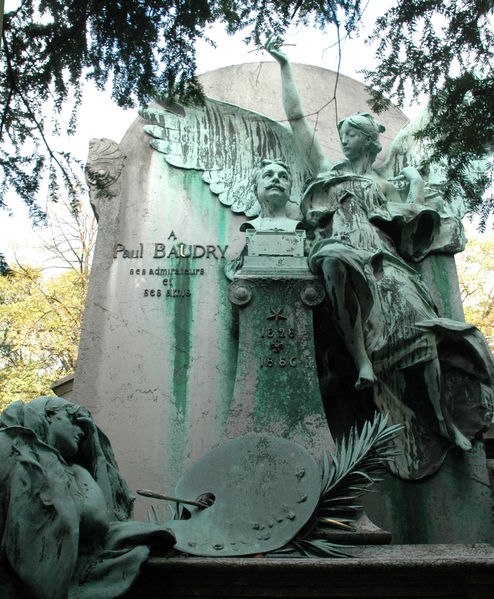
Monument funéraire de Paul Baudry (1890), Paris, cimetière du Père-Lachaise.
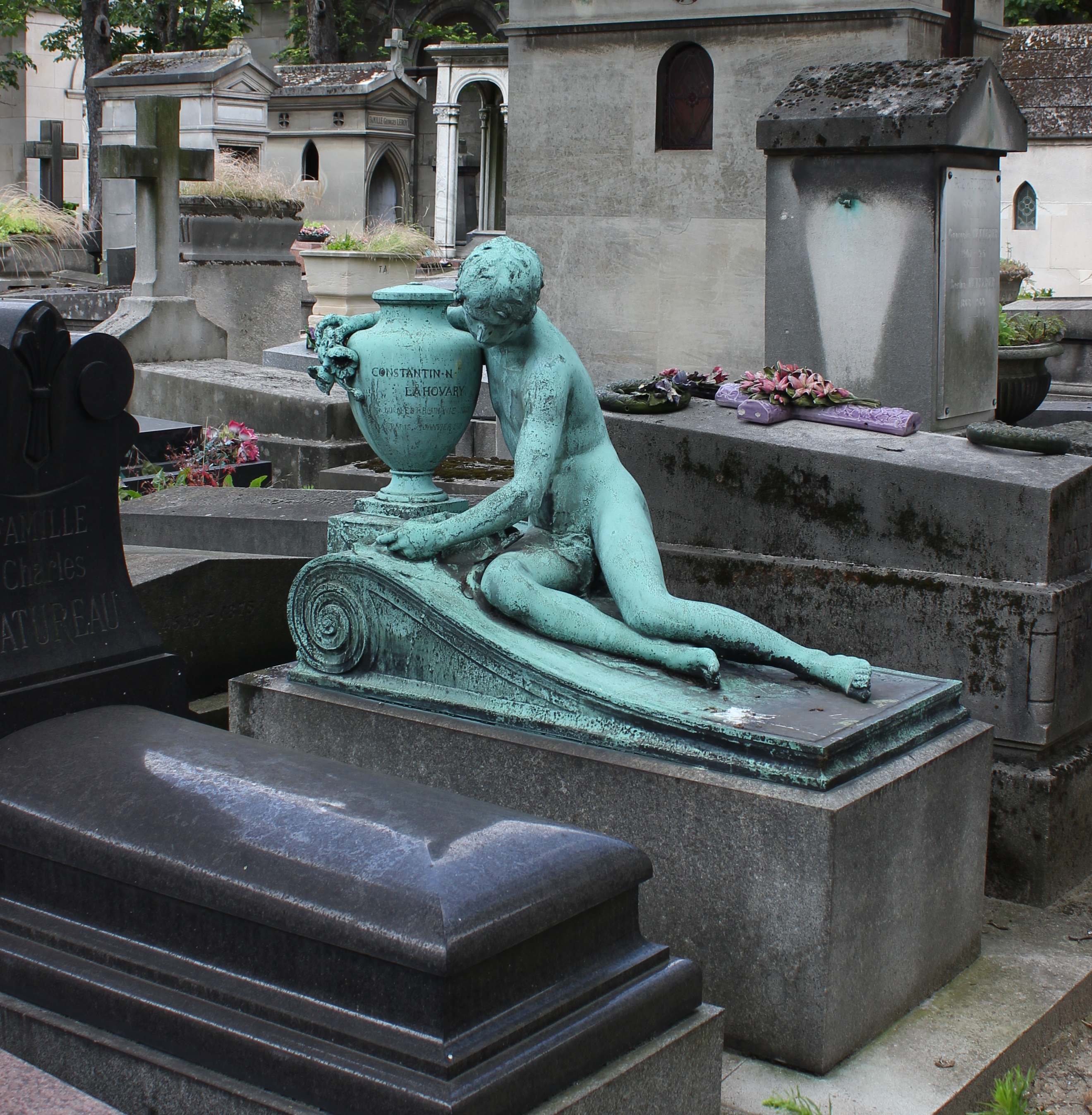
Tombe de Constantin Lahovary, Paris, cimetière du Père-Lachaise.

## Salons
- 1872 : David et Gloria Victis, médaille d'honneur.
- 1883 : Vénus, huile sur toile, obtient une médaille.

## Élèves
- Armel Beaufils, à partir de 1906.
- Gustave Belard.
- Henri-Théophile Bouillon.
- Eugène-Jean Boverie.
- Jean Boucher, à partir de 1888.
- Émile Bréchot.
- Demetre Chiparus.
- Lucien-Émile Dropsy.
- Maurice-Edme Drouard, à partir de 1906.
- Paul Ducuing.
- Emmanuel Fontaine (1856-1935)
- Maurice Guiraud-Rivière.
- Henri-Léon Gréber.
- Achille Jacopin.
- Évariste Jonchère.
- Firmin Michelet.
- Albert Pasche.
- Charlotte Quillet Saint-Ange
- René Quillivic.
- Théodore Rivière.
- Édouard-Marcel Sandoz.
- Renée de Vériane.
- Julien Viard.
- Constantin Brâncuși.